# Lamposaari (ö i Södra Savolax, S:t Michel, lat 62,09, long 26,49)
Lamposaari är en ö i Finland. Den ligger i sjön Synsiä och i kommunen Kangasniemi i den ekonomiska regionen  S:t Michel och landskapet Södra Savolax, i den södra delen av landet, 230 km norr om huvudstaden Helsingfors. Öns area är 3,2 hektar och dess största längd är 380 meter i nord-sydlig riktning.